# São Pedro dos Crentes
São Pedro dos Crentes est une municipalité brésilienne située dans l'État du Maranhão.